# Dawsonia insignis
Dawsonia insignis är en bladmossart som beskrevs av Lorch 1931. Dawsonia insignis ingår i släktet Dawsonia och familjen Polytrichaceae. Inga underarter finns listade i Catalogue of Life.